# Carl Jaenisch
Pour les articles homonymes, voir Jaenisch.
Carl ou Karl Ferdinand von Jaenisch (en russe : Карл Яниш), né le 11 avril 1813 à Vyborg, Russie et mort le 5 mars 1872 à Saint-Pétersbourg, Russie, fut un joueur d'échecs russe-finnois. Il est célèbre pour ses recherches théoriques.
D'abord militaire, il quitte l'armée pour se consacrer aux échecs. Il est parmi les meilleurs joueurs de son temps, mais se révèle plus théoricien que praticien. Célèbre pour ses analyses fondamentales, il a publié en deux volumes (1842 et 1843) son Analyse nouvelle des ouvertures. 
On lui doit le gambit Jaenisch de la partie espagnole, aussi appelé défense Schliemann.
Tous ses livres sont publiés en français.